# Rio Lajeado
Der Rio Lajeado ist ein etwa 17 km langer rechter Nebenfluss des Rio Tibaji im Südosten des brasilianischen Bundesstaats Paraná.

## Geografie

### Lage
Das Einzugsgebiet des Rio Lajeado befindet sich auf dem Segundo Planalto Paranaense (Zweite oder Ponta-Grossa-Hochebene von Paraná).

### Verlauf
Sein Quellgebiet liegt im Munizip Ponta Grossa auf 972 m Meereshöhe etwa 10 km westlich des Stadtgebiets in der Gabelung der BR-373 und der Rodovia do Café (BR-376).
Der Fluss verläuft in westlicher Richtung. Er mündet auf 777 m Höhe von rechts in den Rio Tibaji. Er ist etwa 17 km lang.

### Munizipien im Einzugsgebiet
Der Rio Lajeado verläuft vollständig innerhalb des Munizips Ponta Grossa.